# Tour della nazionale maschile di rugby a 15 del Sudafrica 1974
Nel 1974, la nazionale sudafricana di rugby XV si reca in tour in Francia, con due successi nei test match ufficiali, dimostra una suppremazia a livello mondiale.
| Tolosa 23 novembre 1974 | Francia | 4 – 13 | Sudafrica |  |

| Parigi 30 novembre 1974 | Francia | 8 – 10 | Sudafrica | (Parc des Princes) |